# Catherine Avery
 (novembre 2020).
Si vous disposez d'ouvrages ou d'articles de référence ou si vous connaissez des sites web de qualité traitant du thème abordé ici, merci de compléter l'article en donnant les références utiles à sa vérifiabilité et en les liant à la section « Notes et références ».
Dr Catherine Fox (anciennement Avery) est un personnage de fiction de la série médicale Grey's Anatomy interprété par Debbie Allen.
Elle est chirurgienne spécialisée en urologie à l’hôpital Brigham à Boston. Il s’agit de la mère de Jackson Avery, chef de la chirurgie plastique au Grey Sloan Memorial. Elle siège au conseil de la Fondation Harper Avery.

## Histoire
Lors de sa première apparition au Seattle Grace, Catherine Avery vient à la rencontre de son fils, mais également pour un cas bien particulier : la première greffe de pénis. Elle revoit ainsi Richard (elle l’avait rencontré lors d’une conférence une dizaine d’années plus tôt) et flirte avec lui mais ce dernier est toujours marié à Adèle. Au fur et à mesure que l’Alzheimer d’Adèle empire, la relation entre Catherine et Richard s’intensifie, et ils passent leur première nuit ensemble à San Francisco lors des examens finaux des résidents.
Elle décide via la Fondation Harper Avery de racheter l’hôpital et nomme Jackson à la tête du conseil et donc de l’hôpital dans la mesure où la fondation est l’actionnaire majoritaire.
Elle est très en colère, lorsqu’elle apprend le mariage secret de Jackson et d’April ; mais elle décide de leur pardonner et accepte April dans sa famille. Elle noue ainsi une relation particulière avec sa belle-fille, notamment lorsque cette dernière doit faire face à la maladie de son bébé, et à la mort de celui-ci par la suite.
Le jour de la Saint Valentin, elle demande Richard en mariage dans le hall de l’hôpital puis se marient dans la chapelle de l’hôpital lors du dernier épisode de la saison 11.